# Uwe Halbach
Uwe Halbach (* 1949) ist ein deutscher Kaukasus-Experte und wissenschaftlicher Mitarbeiter bei der Stiftung Wissenschaft und Politik in Berlin.
Er studierte von 1970 bis 1976 an der Universität Köln osteuropäische Geschichte, Slavistik und allgemeine Geschichte. 1976 promovierte er über die mittelalterliche Geschichte Russlands.
Von 1986 bis 2000 war er wissenschaftlicher Mitarbeiter am Bundesinstitut für ostwissenschaftliche und internationale Studien mit den Forschungsfeldern Sowjetische Nationalitätenpolitik, Staats- und Nationsbildungsprozesse in der nachsowjetischen Entwicklung sowie Kaukasus und Zentralasien.
Seit 2001 ist Uwe Halbach als wissenschaftlicher Mitarbeiter an der Stiftung Wissenschaft und Politik in Berlin tätig. Seine Forschungsschwerpunkte sind Russland/GUS, Zentralasien und Kaukasus, der Islam im GUS-Raum und ungelöste Sezessionskonflikte in dieser Region, über die er eine Vielzahl von Veröffentlichungen, vor allem in Institutsschriften, vorlegte.
2014 ging Halbach in den Ruhestand, publiziert aber noch weiterhin in seinen Spezialgebieten. Ob seine Stelle mit Kaukasusprofil in der Stiftung Wissenschaft und Politik wieder besetzt wird, ist fraglich. Überhaupt ist in Deutschland die Zahl der Kaukasus-Experten rar. Das Fach Kaukasiologie ist an Hochschulen und Instituten fast kaum vertreten.

## Publikationen
Schriften, Beiträge:
- Korruption und Korruptionsbekämpfung im Südkaukasus. SWP-Studie 2020/S 08, Mai 2020.
- Kirche und Staat in Russland. Nationale und außenpolitische Akzente von Orthodoxie. SWP-Studie 2019/S 08, April 2019, 35 Seiten.
- Politische Entwicklungen in Aserbaidschan. (PDF-Datei; 186 kB) Ein Blick hinter die Fassade von Stabilität und Wachstum, Uwe Halbach, April 2012.
- Eingefrorene Konflikte im Südkaukasus. Probleme und Grenzen der Europäisierung, in: Osteuropa. 11/2007, S. 83–94; Zentralasien im Kampf gegen militanten Islamismus, SWP-Aktuell, A20, März 2008.
- Antiterrorismus und Jihad im postsowjetischen Raum, SWP-Studie S 22 – August 2007.
- Das Erbe der Sowjetunion. Kontinuitäten und Brüche in Zentralasien, in: Manfred Sapper, Volker Weichsel, Andrea Huterer (Hrsg.): Machtmosaik Zentralasien, Osteuropa, 8–9/2007, S. 77–98.
- mit Jens van Scherpenberg, mit Peter Schmidt: Seidenstraße und Great Game, Internationale Politik und regionale Entwicklung zwischen Kaukasus und Pamir, in: Jens van Scherpenberg, Peter Schmidt (Hg.) Stabilität und Kooperation: Aufgaben internationaler Ordnungspolitik, Baden-Baden 2000.
- Der Weg in den zweiten Tschetschenien-Krieg, in: Osteuropa, 50 (2000) 1, S. 11–30.
- mit Roland Götz: Politisches Lexikon GUS, 3., neubearb. Aufl., München 1996.
- mit Roland Götz: Politisches Lexikon Rußland, München 1994.

SWP-Papiere (Auswahl):
- Neuere Entwicklungen im Konflikt zwischen Armenien und Aserbaidschan. SWP-Aktuell 2020/A 71, September 2020, 8 Seiten
- Der Kaukasus im Schatten der Pandemie. SWP-Aktuell 2020/A 62, Juli 2020, 8 Seiten
- Regierungswechsel in Georgien, Innen- und außenpolitische Akzente. SWP-Aktuell 2012/A 72, Dezember 2012, 8 Seiten
- Irans nördliche Nachbarschaft, Kaukasische Ängste vor einer Eskalation des Atomstreits, SWP-Aktuell 2012/A 22, April 2012, 4 Seiten
- Russisch oder Russländisch? Putin und die nationale Frage, SWP-Aktuell 2012/A 09, Februar 2012, 4 Seiten
- Wladimir Putins Eurasische Union, Ein neues Integrationsprojekt für den GUS-Raum?, SWP-Aktuell 2011/A 51, November 2011, 4 Seiten
- mit Sabine Jenni: Nachkriegsentwicklung in Südossetien und Abchasien, Internationale Isolation und Abhängigkeit von Russland, SWP-Aktuell 2009/A 28, Juni 2009, 8 Seiten
- mit Andrea Schmitz: Planspiele am Hindukusch, Die drohende Schließung der amerikanischen Militärbasis in Kirgisien verengt die Spielräume der NATO in Afghanistan, SWP-Aktuell 2009/A 10, Februar 2009, 4 Seiten